# Volta a Renània-Palatinat
La Volta a Renània-Palatinat (en alemany Internationale Rheinland-Pfalz-Rundfahrt) fou una cursa ciclista per etapes que es disputà a Renània-Palatinat, Alemanya, entre el 1966 i el 2007. Fins al 1995 la cursa fou reservada a ciclistes amateurs. Des del 2005 i fins al 2007 la cursa formà part de l'UCI Europe Tour, amb una categoria 2.1.
L'augment de casos de dopatge en el ciclisme van motivar la cancel·lació de l'edició del 2008 i la posterior dissolució de l'entitat organitzadora acabà provocant-ne la desaparició.

## Palmarès
| Any  | Vencedor             | Segon                 | Tercer                |
| ---- | -------------------- | --------------------- | --------------------- |
| 1966 | Ortwin Czarnowski    | Eddy Beugels          | Arnold Kloosterman    |
| 1967 | Martin Gombert       | Jürgen Goletz         | Algis Oleknavicius    |
| 1968 | Ortwin Czarnowski    | Harry Jansen          | Horst Maier           |
| 1969 | Fedor den Hertog     | Johannes Knab         | Andreas Troche        |
| 1970 | Karl-Heinz Muddemann | Popke Oosterhof       | Tino Tabak            |
| 1971 | Dieter Koslar        | Algis Oleknavicius    | Hennie Kuiper         |
| 1972 | Karl-Heinz Küster    | Andreas Troche        | Erwin Tischler        |
| 1973 | Peter Weibel         | Erwin Derlick         | Jørgen Emil Hansen    |
| 1974 | Aad van den Hoek     | Klaus-Peter Thaler    | Fons van Katwijk      |
| 1975 | Thorleif Andresen    | Jostein Wilmann       | Frits Schür           |
| 1976 | Mieczysław Nowicki   | Jan Faltyn            | Frits Schür           |
| 1977 | Krzysztof Sujka      | Czesław Lang          | Mieczysław Nowicki    |
| 1978 | Theo de Rooij        | Peter Weibel          | Jo Maas               |
| 1979 | Jostein Wilmann      | Uwe Bolten            | Theo de Rooij         |
| 1980 | Alan Møller          | Dag Erik Pedersen     | Johnny Broers         |
| 1981 | Ladislav Ferebauer   | Jan Jankiewicz        | Alan Møller           |
| 1982 | Helmut Wechselberger | Andrei Vedernikov     | Andreas Petermann     |
| 1983 | Dan Radtke           | Milan Jurco           | Peter Hilse           |
| 1984 | Milan Jurco          | Werner Stauff         | Vladimír Kozárek      |
| 1985 | Olaf Ludwig          | Helmut Wechselberger  | Jiří Škoda            |
| 1986 | Thomas Barth         | Olaf Ludwig           | Atle Kvålsvoll        |
| 1987 | Mario Kummer         | Arvid Tammesalu       | Arno Wohlfahrter      |
| 1988 | Christian Henn       | Roman Kreuziger       | Udo Bölts             |
| 1989 | Joachim Halupczok    | Richard Vivien        | Rolf Aldag            |
| 1990 | Kai Hundertmarck     | Bjørn Stenersen       | Jens Heppner          |
| 1991 | Gerd Audehm          | Erik Dekker           | Zbigniew Spruch       |
| 1992 | Gerd Audehm          | Peter Luttenberger    | Steffen Wesemann      |
| 1993 | Bert Dietz           | Dirk Baldinger        | Roland Meier          |
| 1994 | Cédric Vasseur       | Heiko Latocha         | Lars Kristian Johnsen |
| 1995 | Jörn Reuss           | Svein Gaute Hølestøl  | Jens Voigt            |
| 1996 | Olaf Ludwig          | Michael Blaudzun      | Dariusz Baranowski    |
| 1997 | Dainis Ozols         | Mikael Holst Kyneb    | Andreas Kappes        |
| 1998 | Lance Armstrong      | Mariano Piccoli       | Steffen Kjærgaard     |
| 1999 | Marc Wauters         | Erik Dekker           | Artur Babaitsev       |
| 2000 | Marc Wauters         | Romāns Vainšteins     | Markus Zberg          |
| 2001 | Erik Dekker          | Michael Boogerd       | Mario Aerts           |
| 2002 | Ronny Scholz         | Christian Pfannberger | Christian Werner      |
| 2003 | Daniele Nardello     | Fabian Wegmann        | Axel Merckx           |
| 2004 | Björn Glasner        | Mauricio Ardila       | Ronny Scholz          |
| 2005 | Michael Rich         | Fabian Wegmann        | Stefan Schumacher     |
| 2006 | René Haselbacher     | Pablo Urtasun         | Thomas Ziegler        |
| 2007 | Gerald Ciolek        | Luca Celli            | Johan Coenen          |